# Músculo bulbocavernoso

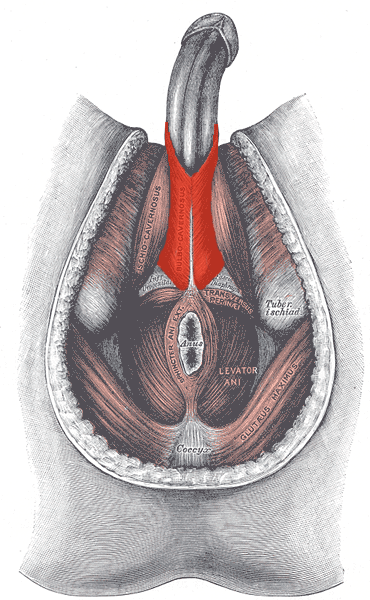
Músculo bulbocavernoso (a vermelho).

Músculo situado perto do bulbo da uretra. No macho circunda e comprime o bulbo da uretra e na fêmea, é dividido em metades laterais que se estendem desde imediatamente atrás do clitóris, ao longo de cada lado da vagina, servindo para comprimir a vagina.